# Gigi Fernández
Beatriz »Gigi« Fernández portoriško-ameriška tenisačica, * 22. februar 1964, San Juan, Portoriko.
Gigi Fernández se je v svoji karieri 26-krat uvrstila v finale turnirjev za Grand Slam v konkurenci dvojic, sedemnajst jih je osvojila, vse v konkurenci ženskih dvojic. V posamični konkurenci se je najdlje uvrstila v polfinale leta 1994 na turnirju za Odprto prvenstvo Anglije, na turnirjih za Odprto prvenstvo ZDA v četrtfinale v letih 1991 in 1994, na turnirjih za Odprto prvenstvo Avstralije v četrti krog v letih 1990 in 1993, na turnirjih za Odprto prvenstvo Francije pa v drugi krog v letih 1986, 1987 in 1991. V konkurenci ženskih dvojic, kjer je bila njena najpogostejša partnerka Natalija Zverjeva, je šestkrat osvojila Odprto prvenstvo Francije, petkrat Odprto prvenstvo ZDA, štirikrat Odprto prvenstvo Anglije in dvakrat Odprto prvenstvo Avstralije. V ženskih dvojicah se je leta 1995 uvrstila v finale turnirjev za Odprto prvenstvo Avstralije, Odprto prvenstvo Anglije in Odprto prvenstvo ZDA. Nastopila je na poletnih olimpijskih igrah v letih 1992 in 1996, kjer je s sestrično Mary Joe Fernández osvojila zlati medalji v ženskih dvojicah. Leta 2010 je bila skupaj z Zverjevo sprejeta v Mednarodni teniški hram slavnih.

## Finali Grand Slamov

### Ženske dvojice (23)

#### Porazi (6)
| Leto | Turnir                          | Partnerica        | Nasprotnici v finalu                      | Rezultat finala    |
| 1991 | Odprto prvenstvo Avstralije     | Jana Novotná      | Patty Fendick Mary Joe Fernández          | 7–6(7–4), 6–1      |
| 1991 | Odprto prvenstvo Anglije        | Jana Novotná      | Larisa Savčenko Neiland Natalija Zverjeva | 6–4, 3–6, 6–4      |
| 1995 | Odprto prvenstvo Avstralije (2) | Natalija Zverjeva | Jana Novotná Arantxa Sánchez Vicario      | 6–3, 6–7(3–7), 6–4 |
| 1995 | Odprto prvenstvo Anglije (2)    | Natalija Zverjeva | Jana Novotná Arantxa Sánchez Vicario      | 5–7, 7–5, 6–4      |
| 1996 | Odprto prvenstvo Francije       | Natalija Zverjeva | Lindsay Davenport Mary Joe Fernández      | 6–2, 6–1           |
| 1997 | Odprto prvenstvo ZDA            | Natalija Zverjeva | Lindsay Davenport Jana Novotná            | 6–3, 6–4           |

### Mešane dvojice (3)

#### Porazi (3)
| Leto | Turnir                      | Partner   | Nasprotnika v finalu               | Rezultat finala         |
| 1995 | Odprto prvenstvo Avstralije | Cyril Suk | Natalija Zverjeva Rick Leach       | 7–6(7–4), 6–7(3–7), 6–4 |
| 1995 | Odprto prvenstvo Anglije    | Cyril Suk | Martina Navratilova Jonathan Stark | 6–4, 6–4                |
| 1995 | Odprto prvenstvo ZDA        | Cyril Suk | Meredith McGrath Matt Lucena       | 6–4, 6–4                |